# Harmonia (Tiergattung)

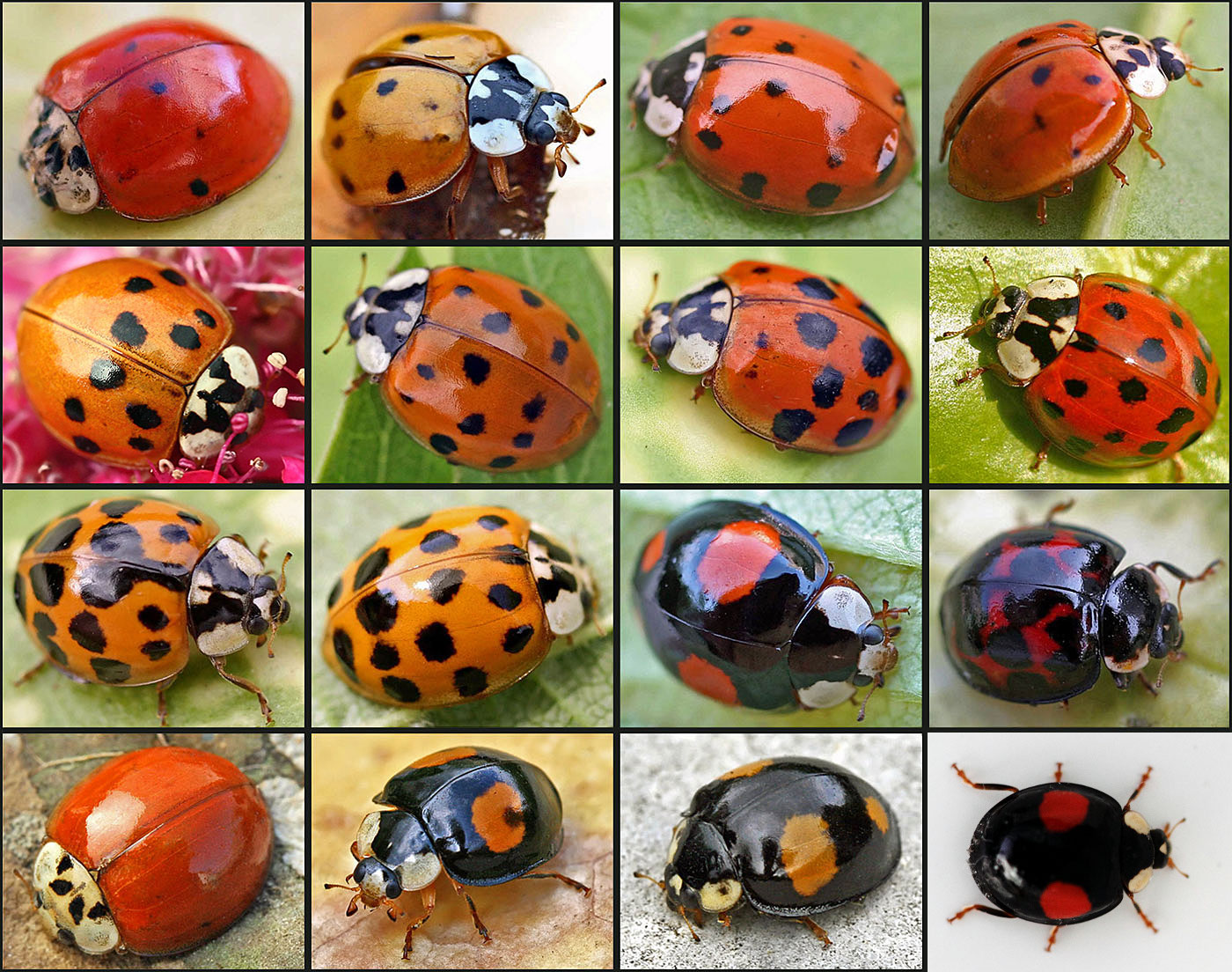
Farbmorphen des Asiatischen Marienkäfers (Harmonia axyridis)

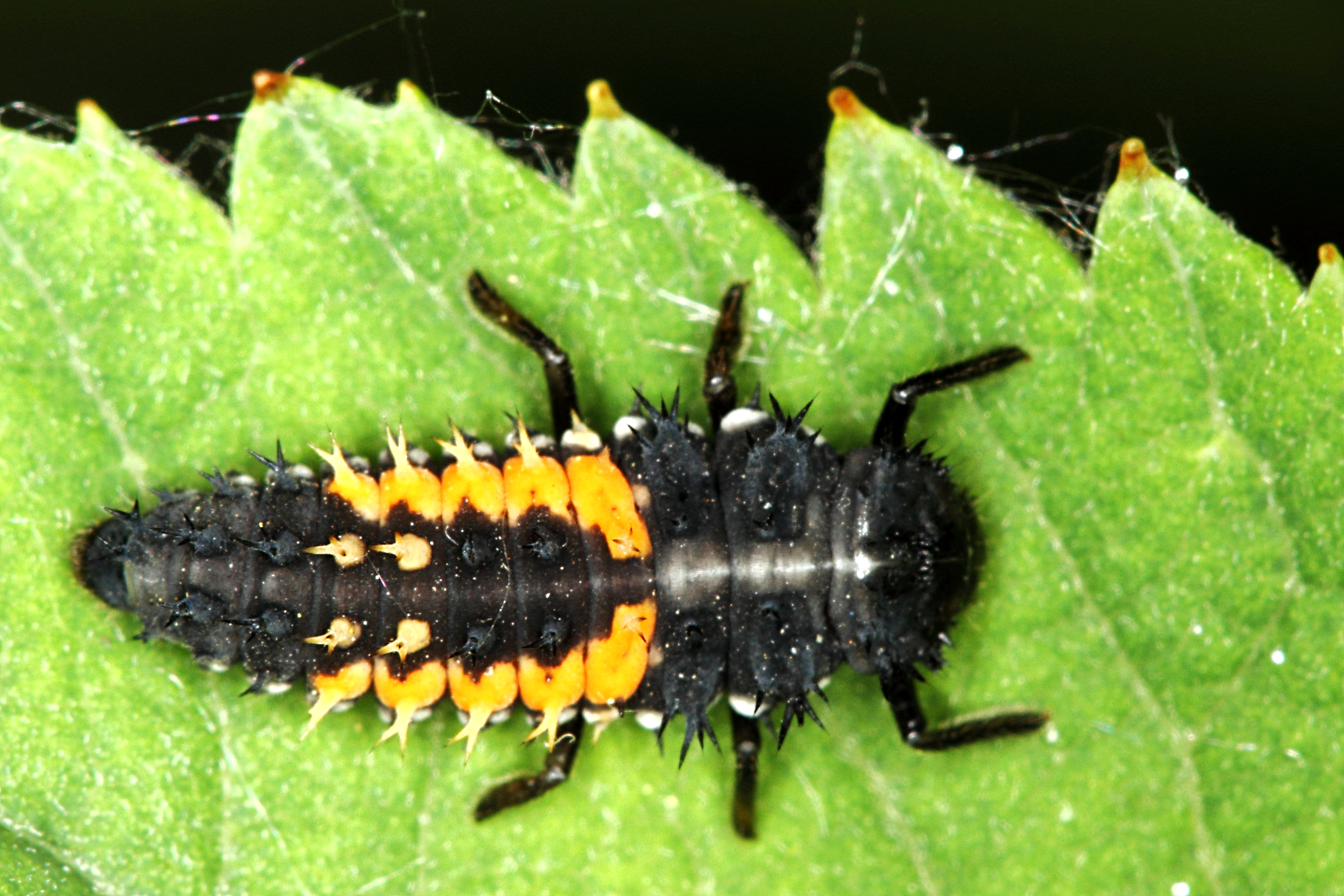
Larve des Asiatischen Marienkäfers (Harmonia axyridis)

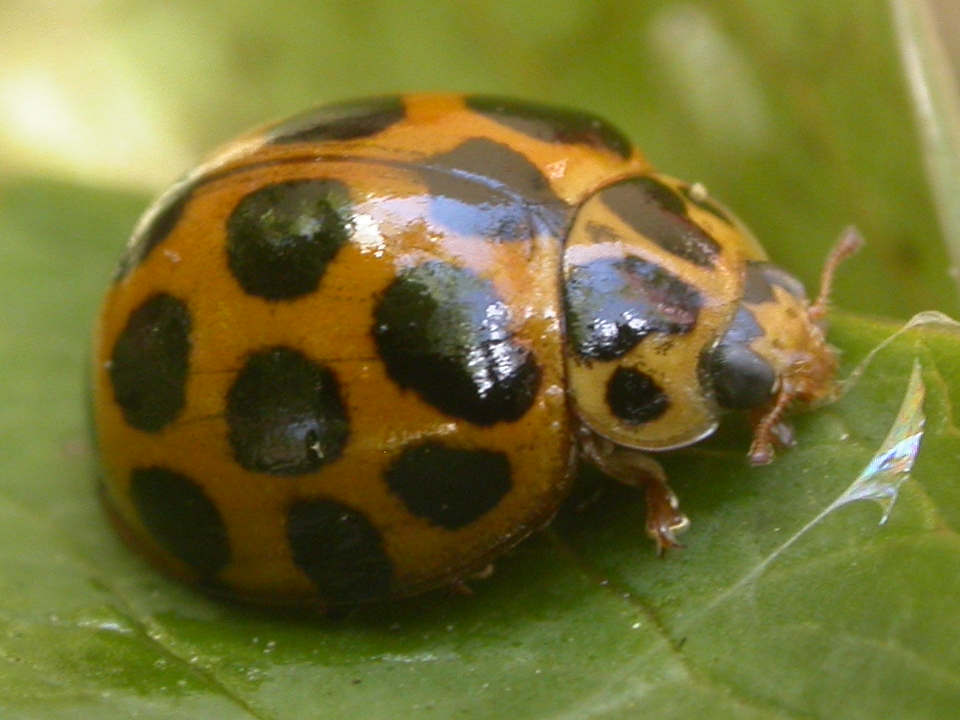
Harmonia conformis

Harmonia ist eine Gattung aus der Familie der Marienkäfer. Die Gattung gehört zur Unterfamilie der Coccinellinae.

## Merkmale
Die Käfer erreichen eine Körperlänge von 4 bis 8 Millimeter. Die Flügeldecken sind glatt und moderat bis stark konvex. Am Kopf besitzen die Antennen elf Segmente, am Ende mit einer dreigliedrigen Keule, die nur moderat kompakt ist. Die Fühler sind recht kurz, ihre Länge ist etwas kürzer als der Kopf. Der Vorderrand des Clypeus ist zwischen zwei seitlichen Vorsprüngen in der Mitte gerade. Das Endglied der Unterkiefertaster ist beilförmig. Am Rumpfabschnitt ist das Pronotum quer und einfach gewölbt, sein Seitenrand entweder aufgebogen oder verdickt. Die Mittelbrust ist am Vorderrand ausgerandet, der Vorsprung der Vorderbrust trägt zwei deutliche Kiele. Die Seitenkanten der Flügeldecken sind schmal aufgebogen, ihre untergeschlagenen Epipleuren besitzen keine Grube. Die Mittel- und Hinterschienen der Beine tragen an der Spitze keine Sporne, meist fehlen sie auch an den Vorderschienen.
Die Färbung und Zeichnung ist bei der Gattung Harmonia nicht nur zwischen den Arten, sondern auch innerhalb der einzelnen Arten sehr variabel. Die Grundfarbe der Flügeldecken ist meist rot bis orange mit schwarzen Flecken. Die Flecken können miteinander verbunden sein und schwarze Binden bilden. Bei vielen Arten und Farbvarianten nehmen die schwarzen Zeichnungen eine große Fläche ein und verschmelzen miteinander, so dass nur noch wenige rote Flecken übrig bleiben.

### Unterscheidung einzelner Arten
Die Unterscheidung der einzelnen Arten innerhalb der Gattung ist oft sehr schwierig und kann in einigen Fällen nur durch die Untersuchung des Geschlechtsapparates sicher erfolgen. Der Asiatische Marienkäfer (Harmonia axyridis) besitzt beispielsweise kein sicheres, in der Feldforschung anwendbares Unterscheidungsmerkmal zu Harmonia yedoensis. Die beiden Arten kommen teilweise im selben Lebensraum vor, z. B. in japanischen Nadelwäldern. Rund die Hälfte aller Exemplare von Harmonia axyridis besitzt jedoch eine Bogenfalte am Zusammenstoß der beiden Flügeldecken, die bei Harmonia yedoensis in jedem Fall fehlt.
Der Vierpunkt-Marienkäfer (Harmonia quadripunctata) und der Asiatische Marienkäfer (Harmonia axyridis) haben viele Farbvarianten. Einige Farbvarianten der beiden Arten in Europa ähneln einander sehr stark. Die Zeichnung des Halsschildes ist jedoch zur Unterscheidung geeignet. Der Vierpunkt-Marienkäfer hat dort mehrere dunkle Flecken auf hellem Grund. Neben einer in der Mitte gelegenen Fünfer-Gruppe, deren mittlere drei Punkte manchmal zu einer „V“-förmigen Zeichnung verschmolzen sind, liegt auch auf beiden seitlichen Rändern je ein schwarzer Fleck. Die Seiten des Halsschildes des Asiatischen Marienkäfers haben aber meist breite, manchmal schmälere weiße Ränder. Eine in der Mitte des Halsschilds liegende Gruppe von Punkten bildet bei dieser Art eine m-förmige Zeichnung.

## Vorkommen
In Europa war ursprünglich der Vierpunkt-Marienkäfer die einzige Art dieser Gattung. Die meisten Arten kommen in Asien bis Japan und über den Malaiischen Archipel bis nach Australien und Neuseeland vor. Einige Arten wurden aber auch zur Biologischen Schädlingsbekämpfung in anderen Kontinenten eingeführt.

## Lebensweise
Die meisten Arten ernähren sich hauptsächlich von Blattläusen, manche auch von Blattflöhen oder Zwergzikaden. Der Asiatische Marienkäfer frisst auch andere kleine Insekten sowie Obst, beispielsweise Weintrauben und angeschlagene Äpfel und Birnen, weshalb er in der Landwirtschaft als Schädling angesehen wird.
Frisch geschlüpften Larven vertilgen oft auch die verbliebenen Eier des Geleges sowie Eier anderer Insekten, z. B. von Blattkäfern.

## Taxonomie
Martial Étienne Mulsant führte die Gattung 1846 in seinem Buch Histoire Naturelle des Coléoptères de France (Naturgeschichte der Käfer Frankreichs) ein, oft wird aber auch sein Werk Species des Coléoptères Trimères Sécuripalpes von 1850, in dem die Gattung ebenfalls verzeichnet ist, als Erstbeschreibung angegeben, ohne die frühere Arbeit zu berücksichtigen. Die Typusart ist der Vierpunkt-Marienkäfer. Dieser war zu Zeiten Mulsants in der Wissenschaft als Coccinella marginepunctata (Schaller, 1783) bekannt, heute wird er nach einer älteren Arbeit des Dänen Erik Pontoppidan aus dem Jahr 1763 und seiner Stellung in der von Mulsant beschriebenen Gattung Harmonia quadripunctata genannt.
1943 analysierte P. H. Timberlake die Typusexemplare mehrerer anderer Gattungen der Marienkäfer und kam zu dem Schluss, dass die von George Robert Crotch 1871 für einige südostasiatische Arten eingeführte Gattung Callineda eigentlich nur ein Synonym für Harmonia darstellte. Daher wurden die Arten dieser Gattung wie Callineda sedecimnotata und Callineda testudinaria in die Gattung Harmonia transferiert. 1964 wurden zwei neue Arten aus Neuguinea, Harmonia basinotata und Harmonia uninotata, von Ryszard Bielawski beschrieben und der Gattung Harmonia hinzugefügt.

## Arten
Europäische Arten:
- Asiatischer Marienkäfer (Harmonia axyridis) (Pallas, 1771), ursprünglich Nepal, China, Taiwan, Japan; nach Europa und in die USA eingeführt
- Vierpunkt-Marienkäfer (Harmonia quadripunctata) (Pontoppidan, 1763), Europa, Vorderasien bis Aserbaidschan, Iran, Irak.

Außereuropäische Arten:
- Harmonia anthracina Iablokoff-Khnzorian, 1982, Neuguinea
- Harmonia antipoda (Boisduval, 1835), endemisch auf der Nordinsel Neuseelands
- Harmonia basinotata Bielawski, 1964,[7] Neuguinea
- Harmonia bicolor (Blackburn, 1892), Australien
- Harmonia boulardi (Mulsant, 1850), Guam
- Harmonia conformis (Boisduval, 1835), Australien, Tasmanien; eingeschleppt in Neuseeland, Indonesien, Kalifornien, Ägypten, Frankreich
- Harmonia coryphaea (Guérin-Méneville, 1842), Madagaskar, Komoren
- Harmonia crucigera (Gyllenhal in Schönherr, 1808), Indien
- Harmonia deyrollei (Crotch, 1874), nur vom Typusexemplar bekannt (Kambodscha)
- Harmonia dimidiata (Fabricius, 1781), Indien, Pakistan, Nepal, Bhutan, China, Taiwan, Japan, Indonesien; eingeführt in Nordamerika
- Harmonia dunlopi (Crotch, 1874), Indien, Malaysia, Philippinen
- Harmonia eucharis (Mulsant, 1850), Indien, Pakistan, Myanmar, Nepal, Himalayagebiet, Südchina
- Harmonia expallida (Weise, 1907), Indien
- Harmonia incognita Chazeau, 1989, Neuguinea
- Harmonia lapeyrousei (Boisduval, 1832), Polynesien
- Harminia manillana (Mulsant, 1866), Philippinen, Malaysia, Ambon
- Harmonia nigromarginata Bielawski, 1968, Ambon
- Harmonia novaehebridensis (Korscheksky, 1943), Neue Hebriden
- Harmonia obscurosignata (Liu, 1962), China
- Harmonia octomaculata (Fabricius, 1781), Indien, Pakistan, China, Nepal, Bangladesch, Thailand, Sri Lanka, Philippinen, Japan, Mikronesien, Australien
- Harmonia pardalina (Gerstäcker, 1873), Jemen, Ostafrika
- Harmonia problematica Fürsch, 1963, Guinea, Liberia, Elfenbeinküste
- Harmonia rhopalocera Iablokoff-Khnzorian, 1982, Neuguinea
- Harmonia sedecimnotata (Fabricius, 1801), Indien, Nepal, Südostasien
- Harmonia shoichii Sasaji, 1988, Taiwan
- Harmonia testudinaria (Mulsant, 1850), Indonesien, Neuguinea, Nordaustralien
- Harmonia uninotata Bielawski, 1964[7] Neuguinea
- Harmonia venusta (Melsheimer, 1847), Nordamerika
- Harmonia vingitiduomaculata (Fabricius, 1792), Liberia, Kamerun, Togo
- Harmonia yedoensis (Takizawa, 1917), Japan, China, Taiwan, Korea

## Belege